# Acacia newbeyi
Acacia newbeyi é uma espécie de leguminosa do gênero Acacia, pertencente à família Fabaceae.